# Шаен
Шаен (фр. Chahains) насеље је и општина у северној Француској у региону Доња Нормандија, у департману Орн која припада префектури Алансон.
По подацима из 2011. године у општини је живело 99 становника, а густина насељености је износила 12,94 становника/km². Општина се простире на површини од 7,65 km². Налази се на средњој надморској висини од 340 метара (максималној 395 m, а минималној 271 m).

## Демографија
| 1962. | 1968. | 1975. | 1982. | 1990. | 1999. | 2011. |
| ----- | ----- | ----- | ----- | ----- | ----- | ----- |
| 89    | 102   | 81    | 93    | 90    | 90    | 99    |

График промене броја становника у току последњих година